# Iodobenzaldeído
O termo iodobenzaldeído designa um grupo de substâncias químicas orgânicas, o qual é derivado a partir tanto do  benzaldeído como do iodobenzeno. A estrutura consiste de um anel benzeno com grupos aldeído (–CHO) e  iodo (–I) adicionais. Através de seus diferentes arranjos (orto, meta ou para), há três isômeros constitucionais com a fórmula molecular C7H5IO.
São substâncias sensíveis à luz e ao ar.
| Iodobenzaldeído                    |                                        |                                        |                                        |
| Nome                               | 2-iodobenzaldeído                      | 3-iodobenzaldeído                      | 4-iodobenzaldeído                      |
| Outros nomes                       | o-Iodobenzaldeído orto-Iodobenzaldeído | m-Iodobenzaldeído meta-Iodobenzaldeído | p-Iodobenzaldeído para-Iodobenzaldeído |
| Fórmula estrutural                 |                                        |                                        |                                        |
| Número CAS                         | 26260-02-6                             | 696-41-3                               | 15164-44-0                             |
| PubChem                            | 643439                                 | 252610                                 | 96657                                  |
| Fórmula molecular                  | C7H5IO                                 | C7H5IO                                 | C7H5IO                                 |
| Massa molar                        | 232,02 g·mol−1                         | 232,02 g·mol−1                         | 232,02 g·mol−1                         |
| Estado físico                      | sólido                                 | sólido                                 | sólido                                 |
| Ponto de fusão                     | 36–37 °C                               | 55–57 °C                               | 76–78 °C                               |
| Ponto de ebulição                  | 102 °C (3 mmHg)                        | 124–125 °C (13 mmHg) 129 °C (14 mmHg)  |                                        |
| Identificação- GHS                 | Atenção                                | Atenção                                | Atenção                                |
| Frases H e P                       | 315 - 332 - 335                        | 315 - 332 - 335                        | 315 - 332 - 335                        |
| Frases H e P                       | Sem frase EUH                          |                                        |                                        |
| Frases H e P                       | 261 - 305+351+338                      |                                        |                                        |
| Rotulagem de substâncias perigosas | Irritante                              | Irritante                              | Irritante                              |
| Frases R                           | 36/37/38                               | 36/37/38                               | 36/37/38                               |
| Frases S                           | 26-36                                  | 26-36                                  | 26-36                                  |